# Astra A-100
A Astra A-100 é uma pistola semiautomática espanhola de ação dupla/ação simples, fabricada pela Astra-Unceta y Cia SA a partir de 1990. Foi distribuída nos Estados Unidos pela European American Armory (EAA). A A-100 também é conhecida como "Panther" por ter sido importada para os Estados Unidos pela Springfield Armory, e alguns exemplares apresentam essa marca no lado esquerdo do ferrolho. O projeto da A-100 é um desenvolvimento posterior dos modelos A-80 e A-90 anteriores da Astra. A A-80 foi originalmente modelada com base na SIG P220.

## Projeto
A A-100 possui um projeto de culatra travada, operada por recuo, com travamento sem elos aprimorado no estilo Browning. O travamento é semelhante ao da Browning High Power ou CZ-75, com travas na parte superior do cano que se encaixam nas travas do ferrolho (não com uma única trava na porta de ejeção como a SIG P22X). Os recursos de segurança da pistola incluem uma alavanca de desarmamento manual, bloco do percussor e trava de segurança do cão. A A-100 não possui trava de segurança manual, mas depende inteiramente de um acionamento deliberado do gatilho para dispará-la; nesse sentido, é semelhante à série de pistolas SIG P22X. O gatilho de dupla ação é relativamente longo e pesado, eliminando assim a necessidade de trava de segurança, já que a probabilidade de um disparo inadvertido é baixa.
A A-100 se assemelha à SIG P228 e é semelhante em tamanho e dimensões gerais, mas difere em vários aspectos em relação ao formato da armação. A A-100 também é ligeiramente mais pesada que a SIG, devido à sua construção totalmente em aço. Além disso, o contorno da câmara da A-100, visível quando o ferrolho está totalmente para a frente, é arredondado, enquanto o projeto da SIG é quadrado. A configuração do cão também é diferente, com a A-100 tendo um cão arredondado com um orifício para cordão e a SIG tendo um cão de espora mais convencional. Os carregadores não são intercambiáveis entre as pistolas A-100 e SIG, no entanto, muitos coldres feitos para a SIG P229/228 se encaixam satisfatoriamente na A-100.
As várias pistolas da série A foram submetidas sem sucesso como concorrentes a contratos militares espanhóis a partir da década de 1970. O partido político Forças Libanesas nomeou a A-80, A-90 e A-100 como algumas das muitas pistolas semiautomáticas em uso pelos membros dessa organização.